# 迪南饼干

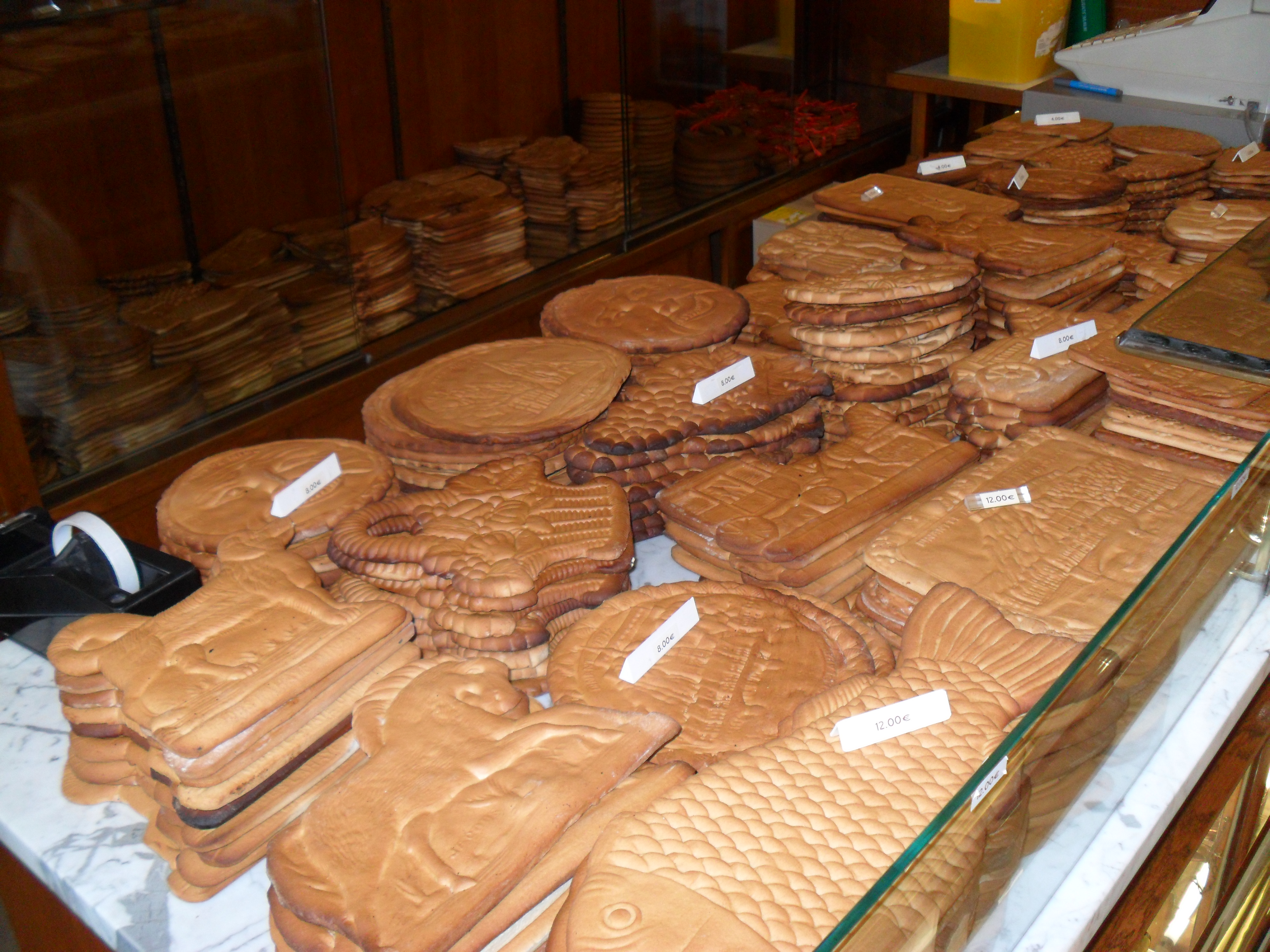
摆放迪南饼干的柜台

迪南饼干（法語：couque de Dinant）是一种发源于比利时南部城市迪南的硬饼干。

## 起源
传说迪南饼干诞生于列日战争期间。末代勃艮第公爵大胆查理征服迪南时，迪南资源匮乏，城中只有蜂蜜和小麦，于是当地人仅用这两种原料做出了奇硬无比的面团，并把这种面团压进手工业者使用的模具中，做成各种形状的饼干。大胆查理征伐迪南是在15世纪，而可以确定的是，迪南饼干直到18世纪才出现，具体发明时间不明。

## 制作
制作迪南饼干的原料仅有两种：小麦粉和蜂蜜。蜂蜜通常由古巴或墨西哥进口。随着技术的发展，现在制作迪南饼干时不再需要手揉面团，而用电机驱动。饼干上的图案也变得多种多样，包括人物、动物、风景等。把面放在300摄氏度左右的烤箱里烤熟，令蜂蜜焦糖化。在取出后冷却的过程中，饼干变得坚硬，可以长久保存。此一特性令迪南饼干有了装饰用途，例如可以用作圣诞树上的装饰品。
此外还有一种类似的林斯饼干，得名于迪南的厨师弗朗索瓦·林斯（François Rins）。林斯饼干在原料里还加入了糖，比迪南饼干松软。

## 食用

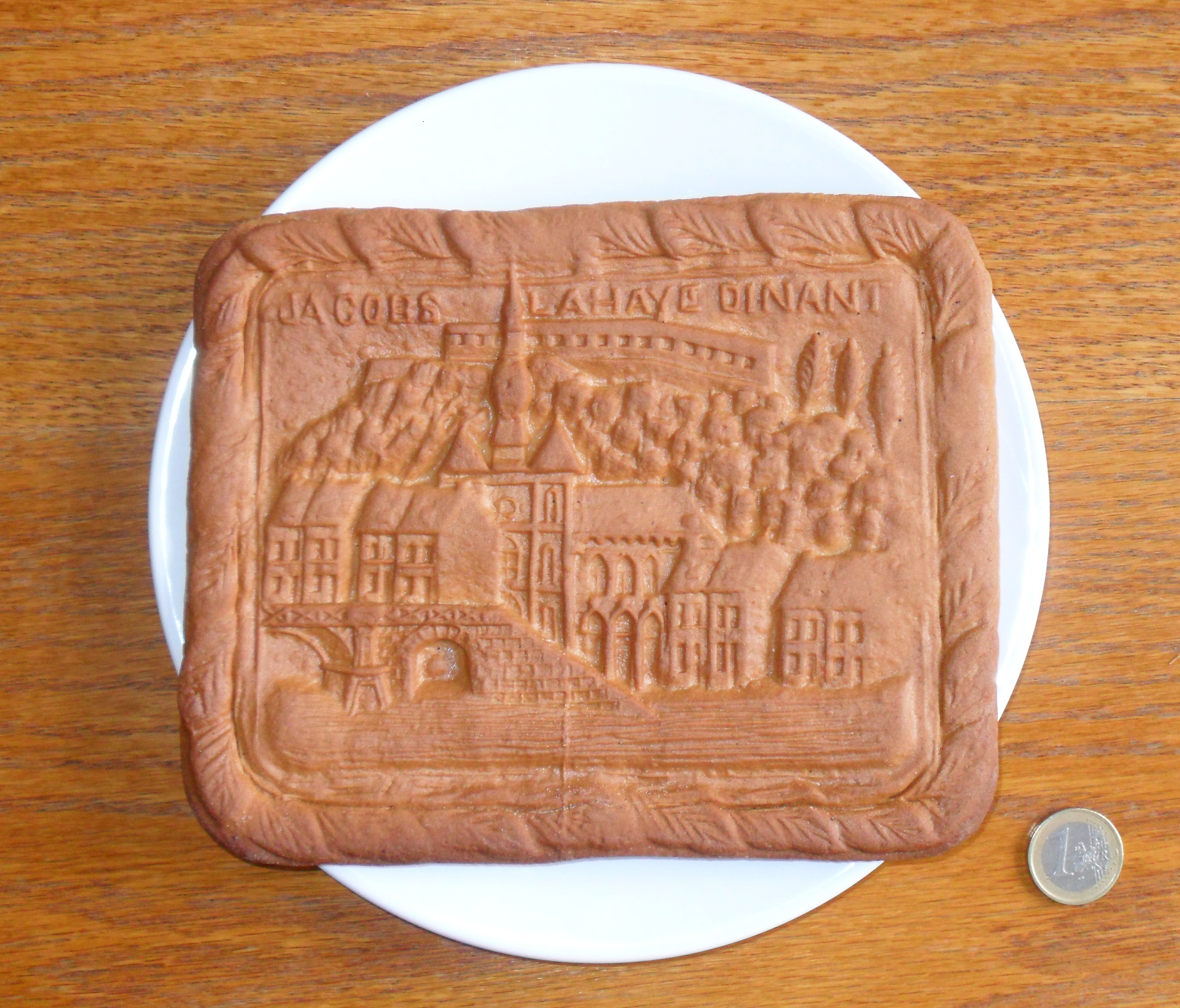
一块小型迪南饼干与1欧元硬币（直径23.25毫米）的大小比较，饼干上的图案是迪南的风景。

由于迪南饼干大而坚硬，人们一般不直接整块食用，而是切成碎块再食用或是泡在咖啡中。当地有给出牙的婴儿喂食迪南饼干的传统。
夏季是旅游旺季，迪南饼干销量很高，但最火爆的时期当属12月的圣尼古拉节，此时比利时全国都有人销售和食用迪南饼干。